# Nassau, Tyskland
Nassau är en stad vid floden Lahn i Rheinland-Pfalz. Den har cirka 4 700 invånare. Här finns Burg Nassau, stamslottet för huset Nassau och huset Nassau-Oranien.
Kommunen ingår i kommunalförbundet Verbandsgemeinde Bad Ems-Nassau tillsammans med ytterligare 27 kommuner.

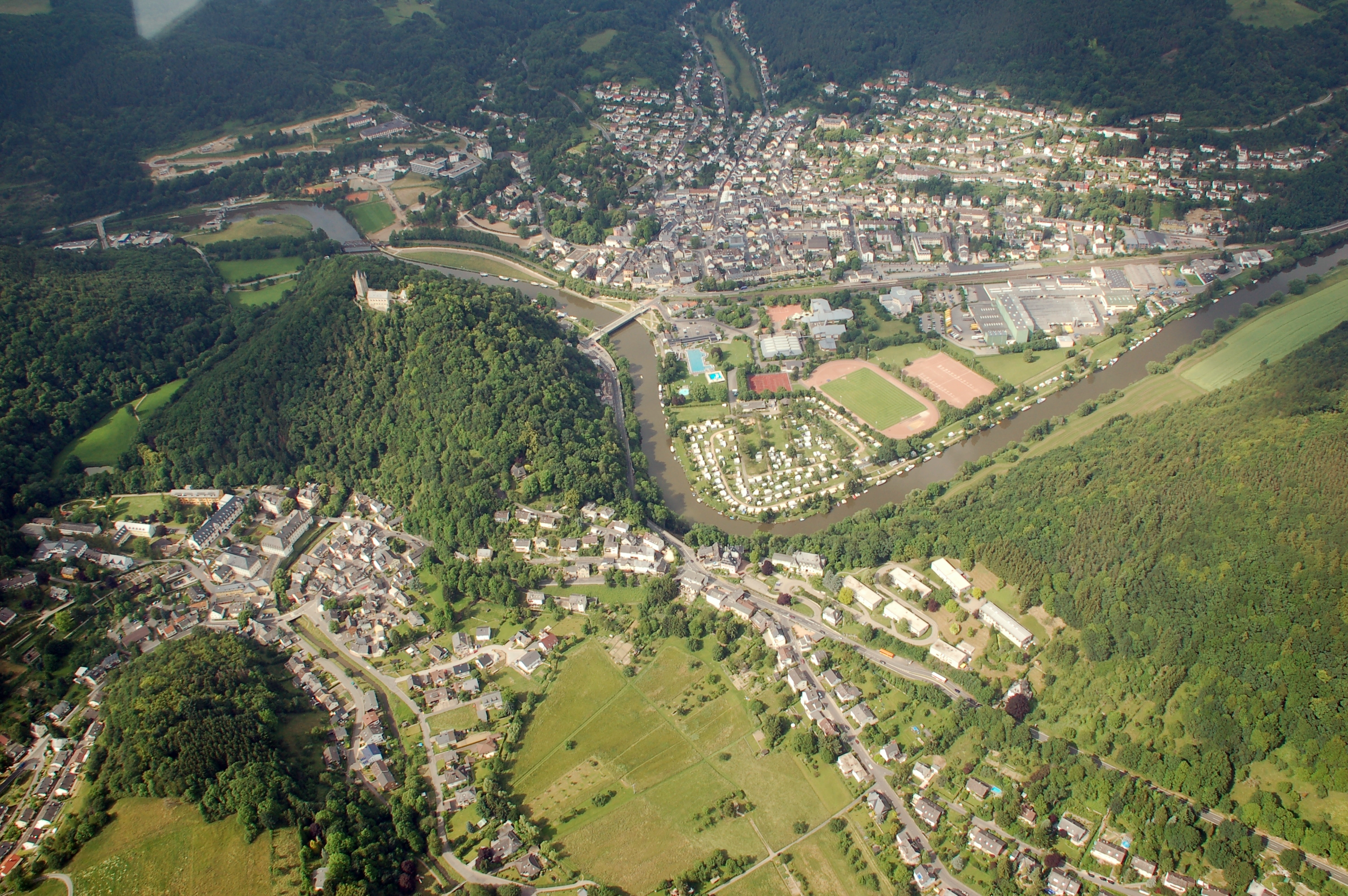
Nassau vid Lahn
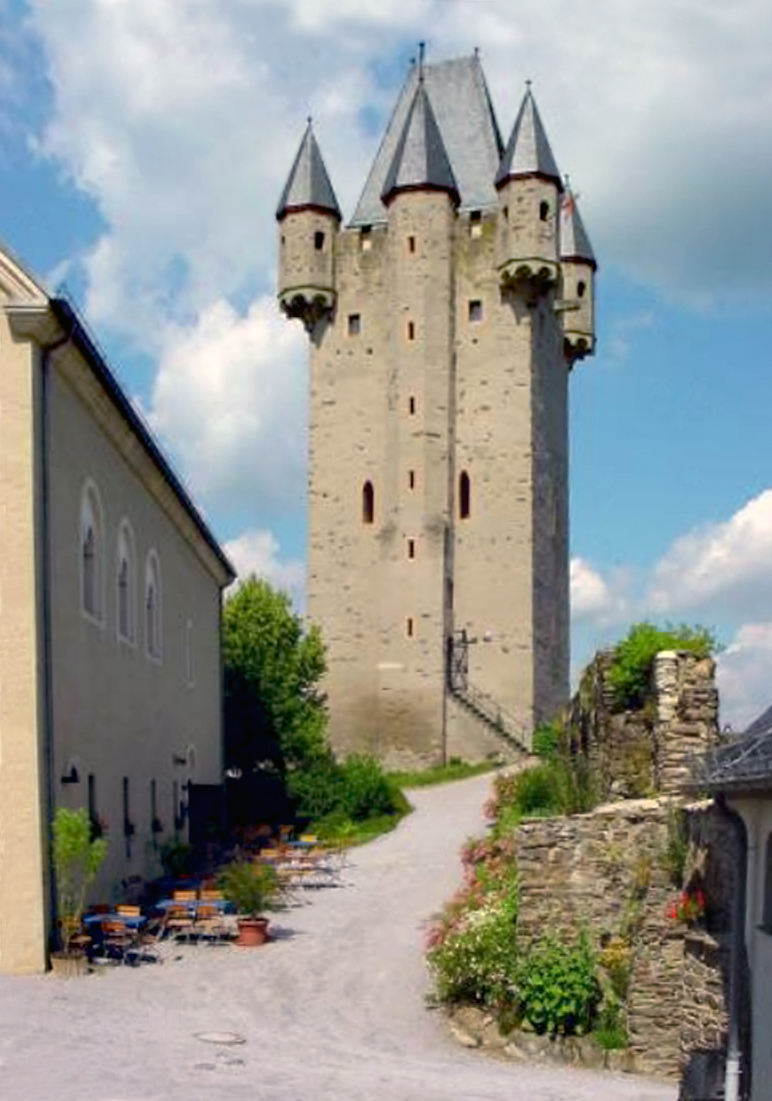
Den medeltida borgen Nassau
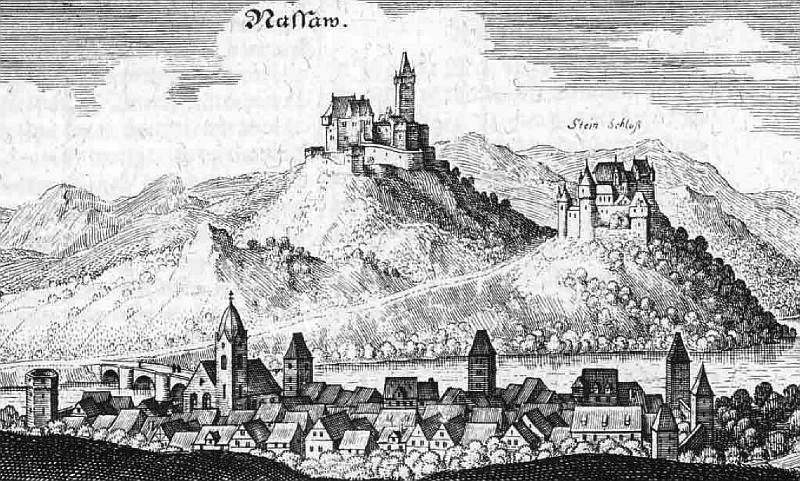
Staden, borgen Nassau och borgen Stein i 1655